# (2184) Fujian
(2184) Fujian (1964 TV2) – planetoida z pasa głównego asteroid okrążająca Słońce w ciągu 5,65 lat w średniej odległości 3,17 au. Odkryta 9 października 1964 roku.